# 6時だ!ETV
6時だ!ETV（ろくじだ!イーティーブイ）は、1992年4月6日から1993年4月4日までNHK教育テレビで放送されていた子供向け番組枠。

## 概要
1991年度まで各々の番組を放送していた枠であったNHK教育の18時枠に初めて子供向け番組を取り入れたのがこの枠である。月曜日から金曜日までの18時から18時30分までのそれぞれ独立した番組（バラエティー、ドラマ、アニメ、教養番組）が30分間放送され、土曜日は「セサミストリート」、日曜日は海外ドラマを「6時だ!ETV」のオープニング・エンディングを挿入したうえで放送された。このタイトルはそれらをまとめる共通レーベルであり、後に続く帯番組の礎となる。
NHK地上波テレビ、18時台の子供向け番組は『セサミストリート』『中学生日記』を除けば、1986年3月以来、6年ぶりの編成。NHK BS2の『衛星アニメ劇場』と競合していた。

## 各曜日の番組
| 曜日 | タイトル                 | 放送期間                        |
| ---- | ------------------------ | ------------------------------- |
| 月曜 | まんが日本史             | 1992年04月06日 - 1993年03月08日 |
| 火曜 | 天才少年ドギー・ハウザー | 1992年04月07日 - 1992年07月21日 |
| 火曜 | 素晴らしき日々           | 1992年08月24日 - 1993年03月09日 |
| 水曜 | 地球SOS それいけコロリン | 1992年04月08日 - 1993年03月10日 |
| 木曜 | ドラマ 短期シリーズ      | 1992年04月09日 - 1993年03月18日 |
| 金曜 | オーケストラの魅力       | 1992年04月10日 - 1992年06月12日 |
| 金曜 | 世界発明物語             | 1992年10月02日 - 1992年12月24日 |
| 金曜 | 地球にコンタクト         | 1993年01月15日 - 1993年03月19日 |
| 土曜 | セサミストリート         | 1992年04月11日 - 1993年04月03日 |
| 日曜 | コーキーとともに         | 1992年04月12日 - 1992年09月13日 |
| 日曜 | 新・大草原の小さな家     | 1992年09月20日 - 1993年04月04日 |

## ドラマ 短期シリーズ
- 放送時間：1992年度 木曜 18:00 - 18:30

| 作品名                   | 放送期間                  | 回 |
| ------------------------ | ------------------------- | -- |
| ジェニーがやって来た     | 1992年04月09日 - 06月11日 | 10 |
| わがまま天才モーツァルト | 1992年06月18日 - 07月23日 | 06 |
| おじいちゃんの贈り物     | 1992年09月03日 - 11月05日 | 10 |
| ぼくらの無人島漂流記     | 1992年11月12日 - 11月26日 | 03 |
| 魔の山からの脱出         | 1992年12月03日 - 12月10日 | 02 |
| のんのんばあとオレ       | 1993年01月14日 - 02月11日 | 05 |
| 続・のんのんばあとオレ   | 1993年02月18日 - 03月18日 | 05 |

## 特別編成番組
国際共同制作ドラマ
- 1992年07月27日 月曜 - とんだテスト
- 1992年07月28日 火曜 - ニーナのかたおもい
- 1992年07月29日 水曜 - たんてい
- 1992年07月30日 木曜 - ミラクルボールのひみつ
- 1992年07月31日 金曜 - ジャンプ

地球にコンタクト
- 1992年08月03日 月曜 - 1992年08月07日 金曜

世界発明物語
- 1992年08月12日 水曜 - 1992年08月21日 金曜（5回）

天才少年ドギー・ハウザー 傑作選
- 1993年01月04日 月曜 - 1993年01月08日 金曜
- 1993年03月15日 月曜 - 1993年03月17日 水曜

EBUドキュメンタリーシリーズ 世界のスポーツ
- 1993年03月22日 月曜 - 挑戦!ロードレース 自転車競技
- 1993年03月23日 火曜 - 大空に飛べ スキージャンプ
- 1993年03月24日 水曜 - わんぱく力士がんばる 相撲 [注 1]
- 1993年03月25日 木曜 - 氷上の青春 アイスダンス
- 1993年03月26日 金曜 - 騎手を夢みて 乗馬

最終週
- 1993年03月29日 月曜 - 第65回選抜高等学校野球大会 第3日
- 1993年03月30日 火曜 - 第65回選抜高等学校野球大会 第4日
- 1993年03月31日 水曜 - 世界発明物語 再放送
- 1993年04月01日 木曜 - 第65回選抜高等学校野球大会 第6日
- 1993年04月02日 金曜 - 世界発明物語 再放送

## 帯番組へ移行
このレーベルは1年で終わり、1993年度からは完全な帯番組フォーマットとなる『天才てれびくん』が始まった。
月曜日の「まんが日本史」、水曜日の「地球SOS それいけコロリン」、木曜日の「ドラマ 短期シリーズ」、金曜日の「オーケストラの魅力」および「世界発明物語」および「地球にコンタクト」、日曜日の「コーキーとともに」および「新・大草原の小さな家」は共に終了、火曜日の「天才少年ドギー・ハウザー」および「素晴らしき日々」は月曜18:25枠、土曜日の「セサミストリート」は日曜18時枠へそれぞれ移動した。